# Wappen des Marktes Isen
Das Wappen des Marktes Isen ist neben der Flagge das offizielle Hoheitszeichen von Isen.

## Geschichte
Isen bekam erstmals 1548 durch Kaiser Karl V. anlässlich der Bestätigung des Jahrmarktprivilegs von 1438 ein Wappen verliehen. In der im Original erhaltenen Urkunde wird die Sagengestalt als Sirene bezeichnet und ihre Kleidung genau beschrieben.
Vermutlich wählte man das eigenartige Symbol, weil der Ort nach dem Flüsschen Isen benannt ist und die Renaissancezeit nach antikem Vorbild die Natur mit Fabelwesen zu bevölkern pflegte. Seit 1554 sind Siegel mit dem Wappen bekannt. Bis zum 19. Jahrhundert hielten sich die farbigen Wiedergaben an den Wappenbrief. 1920 stellte Otto Hupp in seinem Wappenbuch die Sirene erstmals anders, nämlich ganz nackt dar. Der heute gültige Entwurf wurde 1984 von Max Reinhart gestaltet.
Die Regierung von Oberbayern genehmigte mit Beschluss vom 8. Februar 1984 die Führung des neuen Entwurfs als Wappen durch die Gemeinde.